# Épieds (Eure)
Épieds es una comuna francesa situada en el departamento de Eure, en la región de Normandía.

## Historia
La historia de Épieds está íntimamente ligada a la del obelisco que conmemora el lugar donde descansó el rey Enrique IV tras la batalla de Ivry, en 1590.
El 15 de mayo de 1758, Luis Carlos de Borbón, conde de Eu, encargó a su geógrafo Pierre de La Croix que colocara en Épieds una gran piedra rodeada de mojones para conmemorar esta batalla.
En 1777, el duque de Penthièvre compró varios terrenos e hizo construir una pirámide.
El monumento fue derribado durante la Revolución Francesa, pero Napoléon Bonaparte ordenó su reconstrucción durante una visita al lugar de la batalla en 1802.

## Demografía
| 233 | 237 | 248 | 228 | 230 | 320 | 347 |
| Para los censos de 1962 a 1999 la población legal corresponde a la población sin duplicidades (Fuente: INSEE [Consultar]) |     |     |     |     |     |     |

## Lugares de interés
- Obelisco erigido en 1804 por orden de Napoleón Bonaparte para recordar el lugar donde reposó Enrique IV después de la batalla de Ivry.[4]
- Iglesia del siglo XI con dos campanarios.[4]